# SMS Mainz
Ne doit pas être confondu avec le Mainz.
Le SMS Mainz est un croiseur léger de la Marine impériale allemande qui fut construit sur le chantier naval de la compagnie AG Vulcan Stettin de Stettin (Allemagne) à partir de 1907.
Il porte le nom allemand de la ville de Mayence, Aureum caput regni (tête dorée de l'empire) dans l'histoire de la ville.

## Conception

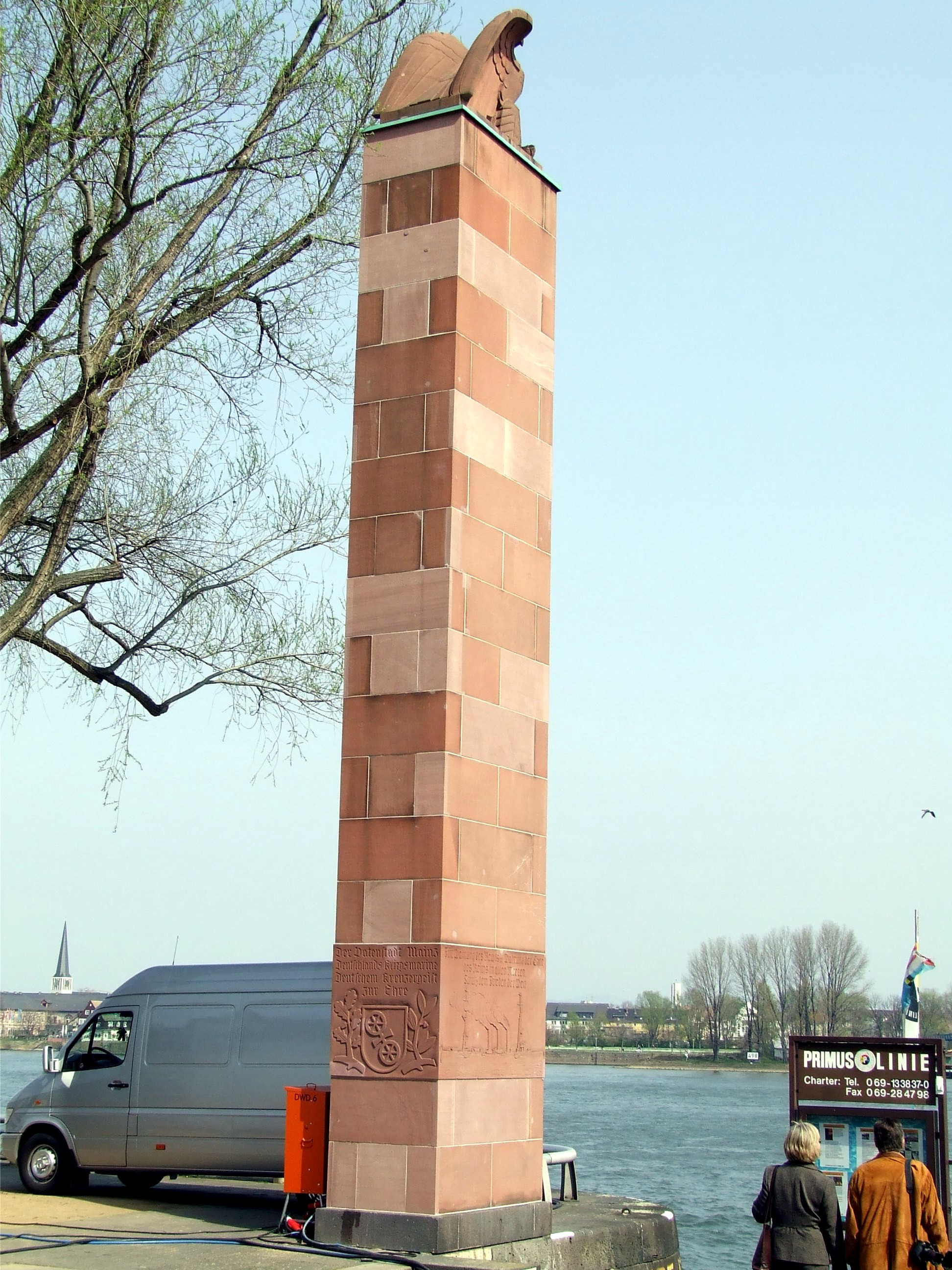
Monument commémoratif du SMS Mainz sur les bords du Rhin.

À sa conception, le bateau est équipé de moteurs à turbine à vapeur.

## Histoire

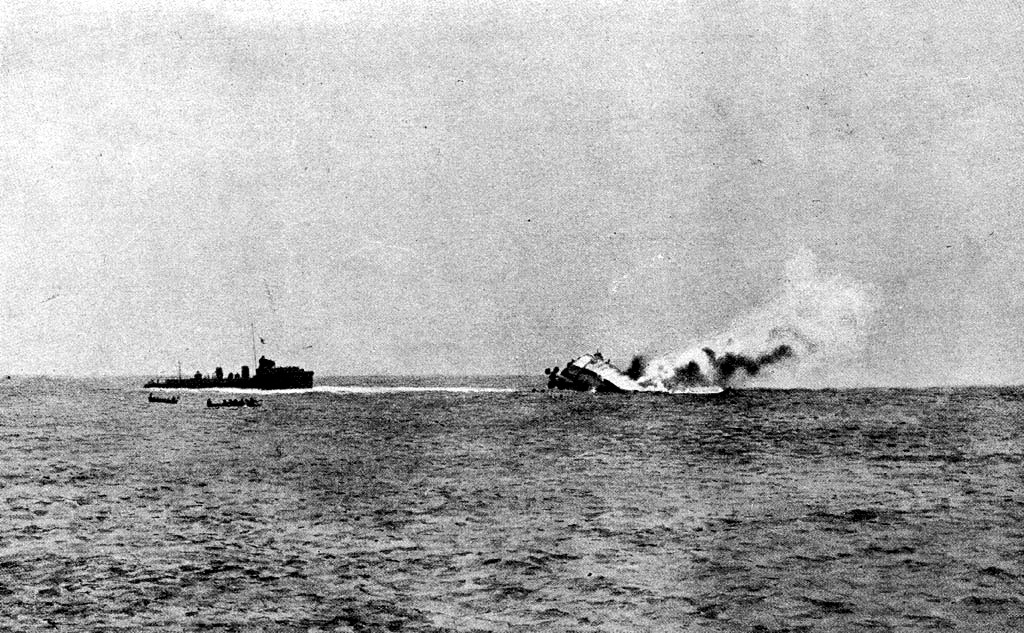
Le SMS Mainz en train de couler, le 28 août 1914.

Pendant la Première Guerre mondiale, le SMS Mainz combat à la première bataille de Heligoland et ce terrible affrontement vient à bout du croiseur.

## Commandants
- Octobre 1909 à janvier 1910 : Fregattenkapitän Friedrich Tiesmeyer
- Janvier à février 1910, mai 1910 : Fregattenkapitän/Kapitän zur See Hans von Abeken
- Juin à septembre 1910 : Fregattenkapitän Wilhelm Timme
- Septembre 1910 à septembre 1912 : Fregattenkapitän/Kapitän zur See Moritz von Egidy
- Octobre 1912 à janvier 1913, juin à novembre 1913 : Fregattenkapitän Heinrich Retzmann (de)
- Janvier à juin 1913 : Kapitänleutnant/Korvettenkapitän Gustav Blockhuis
- Novembre 1913 à août 1914 : Fregattenkapitän/Kapitän zur See Wilhelm Paschen (de)